# Makondo II
Makondo II est un village de la Région du Littoral du Cameroun, situé dans la commune de Ngwei. 

## Population et développement
La population de Makondo II était de 436 habitants dont 230 hommes et 206 femmes, lors du recensement de 2005.  